# Battaglia di Agrigento
La battaglia di Agrigento fu la prima delle quattro battaglie terrestri della prima guerra punica e la prima grande battaglia che Roma condusse al di fuori del territorio peninsulare dell'Italia.

## Situazione

La prima fase della prima guerra punica: 1. Arrivo dei romani e avanzata contro i siracusani a Messana (264 a.C.) 2. I romani sconfiggono l'esercito congiunto siracusano e cartaginese e avanzano verso Siracusa 3. I romani proteggono il fianco dell'avanzata conquistando Adranon e assediando Centuripae che si arrende 4. Catania si arrende 5. I romani mettono sotto assedio Siracusa. Gerone II chiede la pace e diventa alleato di Roma 6. I Romani conquistano Agrigento (262 a.C.) 7. Enna e Halaesa si arrendono a Roma

Nel 288 a.C. un gruppo di mercenari italici, auto-nominatisi Mamertini, occuparono Messina, uccisero gli uomini e presero le donne. Utilizzando Messina come base per le operazioni iniziarono una serie di saccheggi dei territori vicini fino a provocare l'intervento di Gerone II di Siracusa. Assediati nella loro città, i Mamertini chiesero l'aiuto di Cartagine da secoli in lotta con Siracusa e contemporaneamente l'assistenza militare della Repubblica romana.
Cartagine rispose subito inviando una flotta a Messina e occupandone il porto. Probabilmente questo fu il fattore determinante. Le forze cartaginesi erano infatti troppo vicine al territorio romano, nel frattempo estesosi fino a Reggio, ed erano orientate al dominio totale della Sicilia che permetteva di controllare il passaggio fra le due parti, orientale e occidentale, del Mediterraneo. Roma formò un'alleanza con i Mamertini e nel successivo 264 a.C. inviò truppe in Sicilia. Era la prima volta che forze romane uscivano dalla penisola italiana.
Attaccata da Roma e dai Mamertini, Siracusa si ritrovò stretta in un'innaturale alleanza con Cartagine e dovette far fronte agli attacchi delle legioni di Manio Valerio Massimo Messalla. Perse, ottenne la pace versando 100 talenti, e divenne un fedele alleato di Roma cui fornirà aiuti, soprattutto grano e macchine da guerra.
Questa attività militare, non fu accettata con tranquillità dai Cartaginesi. Siracusa era ridiventata nemica e i Romani si erano stabilmente installati in Sicilia. Cartagine rischiava di perdere anche quei territori che in tanti secoli di lotte aveva conquistato. Roma non frenò il suo intervento e in breve le iniziali scaramucce si trasformarono in operazioni militari di sempre più largo respiro. Stava per iniziare la prima guerra punica che avrebbe visto eserciti e flotte delle due città-stato battersi allo spasimo per ventiquattro anni.

## Assedio di Agrigento
I Cartaginesi, scivolati lentamente nelle spire della guerra osservando che Roma aveva inviato due legioni assoldarono mercenari Liguri, Celti e soprattutto Iberi e li portarono in Sicilia. Roma alzò il livello di coinvolgimento e portò il suo esercito a circa 40000 uomini organizzati in quattro legioni con le rispettive alae di cavalleria. Il comando era affidato a entrambi i consoli Lucio Postumio Megello e Quinto Mamilio Vitulo. Le legioni di Roma erano supportate logisticamente da Siracusa e nel giugno del 262 a.C. marciarono su Agrigento dove i Cartaginesi tenevano una guarnigione comandata da Annibale Giscone. Le legioni romane si accamparono a circa otto stadi (circa 1500 metri) dalla città.
Annibale Giscone si rinchiuse con la guarnigione e la popolazione all'interno delle mura raccogliendo tutte le vivande possibili dal territorio circostante. La città era preparata ad un lungo assedio e, in effetti, sembrava che tutto quello che si doveva fare era resistere in attesa che dalla madrepatria giungessero i rinforzi programmati. Inoltre dobbiamo ricordare che tutta la superba ingegneristica da assedio sviluppata nel tempo dai Romani era, all'epoca, ancora rudimentale o del tutto sconosciuta. Per conquistare una città come Agrigento l'unico metodo era l'assalto o la presa per fame. Così le legioni di Roma si accamparono per bloccare all'interno della città gli abitanti e le truppe. Dal canto loro i Romani, supportati da Siracusa e liberi di foraggiare nel territorio non avevano problemi di rifornimento. Però,
(Polibio, Storie, I, 17-18, BUR. Milano, 2001. trad.: M. Mari.)
Poi, visto che la guarnigione – logicamente - non usciva in battaglia e aspettandosi l'arrivo di rinforzi da Cartagine, i consoli divisero in due l'esercito; una delle due metà rimase davanti alla città e l'altra fu spostata in direzione di Eraclea Minoa, ancora in mani puniche, da dove presumibilmente sarebbero giunti i Cartaginesi. I legionari costruirono due fossati uno per ripararsi dagli attacchi portati dalla città e l'altro per difendersi dall'esterno e una serie di fortificazioni in punti strategici.
Dopo cinque mesi i Cartaginesi di Agrigento, che cominciavano a risentire dell'assedio, mandarono appelli perché fossero inviati i rinforzi. Cartagine reagì e truppe puniche si raccolsero a Eraclea Minoa all'inizio dell'inverno 262-261 a.C. In Sicilia giunsero circa 50000 fanti, 6000 cavalieri e 60 elefanti comandati da Annone. Dopo una marcia segnata da alcune scaramucce vinte dalla cavalleria di Annone i Cartaginesi riuscirono a impadronirsi delle scorte alimentari romane stipate a Erbesso, si accamparono a poca distanza dai Romani e in poco tempo si disposero in formazione di battaglia. L'assedio di Agrigento continuò ma ora anche i Romani erano sotto assedio.

## Battaglia di Agrigento
Assediati da Annone, tagliati fuori dai rifornimenti di Siracusa e dalla possibilità di foraggiare liberamente i consoli romani dovettero decidere di scendere in campo per uno scontro diretto. Questa volta fu Annone a non volersi impegnare. Più avesse indebolito i nemici affamati e  -pareva- colpiti da un'epidemia e meno problemi avrebbe avuto in uno scontro campale. A quanto afferma Polibio, per due mesi le forze cartaginesi se ne stettero ad assediare il campo romano, limitandosi a sporadiche scaramucce di cavalleria. Per fortuna dei Romani, Gerone di Siracusa riuscì a inviare un nuovo rifornimento, che permise loro di scartare la pur ventilata ipotesi di abbandonare l'assedio.
Nello stesso tempo, inoltre, la situazione all'interno della città, stretta d'assedio da oltre sette mesi, si stava facendo rapidamente disperata. Annibale Giscone, comunicando con i soccorritori tramite segnali di fuoco, chiedeva un soccorso urgente e Annone dovette scendere in campo. Secondo Giovanni Zonara, furono i Romani a dover ingaggiare battaglia, avendo limitate scorte di cibo a disposizione, ma Annone fu preoccupato da questa improvvisa decisione. I dettagli dello scontro sono variamente descritti a seconda dello storico dell'epoca che li narrò.
Secondo Zonara, Annone avrebbe voluto effettuare un combattimento coordinato con le truppe cartaginesi di Agrigento, ma i Romani compresero ciò. Annone dispose le truppe di fanteria su due linee sistemando rinforzi ed elefanti in seconda fila e, probabilmente, disponendo la cavalleria alle ali, come era normale abitudine dell'epoca. Nulla si sa della disposizione delle truppe romane, ma sembra logico supporre che abbiano seguito i canoni della disposizione delle legioni su tre linee. Zonara afferma di un agguato romano alla parte posteriore dell'esercito cartaginese all'inizio della battaglia, grazie al quale durante la stessa Annone fu attaccato su due fronti. Tutte le fonti concordano sul fatto che la battaglia sia stata di lunga durata fino a quando i Romani non riuscirono a rompere il fronte cartaginese. Questo portò il panico nelle retrovie e le riserve puniche abbandonarono il campo. È anche possibile che gli elefanti della seconda fila, animali notoriamente tendenti a imbizzarrirsi per il panico, abbiano disorganizzato lo schieramento cartaginese.
In ogni caso i Romani sopraffecero il nemico e vinsero, la cavalleria riuscì a circondare e catturare diversi elefanti. D'altra parte la vittoria non fu così netta. Durante la notte, Annibale Giscone con tutta la guarnigione di Agrigento riuscì a uscire dalla città, attraversare i fossati e le linee romane e a mettersi in salvo, a quanto riferisce Polibio (I, 23,4), "su una nave a sette ordini di remi che era stata del re Pirro". Al mattino i Romani, accortisi di quanto avvenuto, attaccarono la retroguardia dei fuggitivi, ma poi si gettarono sulle porte della città e se ne impadronirono.

## Risultati
A seguito della battaglia, la prima delle quattro battaglie terrestri della prima guerra punica, i Romani occuparono al città, la saccheggiarono e, come d'uso, vendettero schiava la popolazione.
Ai consoli pur vittoriosi, probabilmente a causa della fuga di Annibale Giscone e Annone, non furono concessi gli onori del trionfo al loro ritorno.
In Sicilia 
Perciò, visto che le coste italiche erano sempre più attaccate da Cartagine mentre le coste africane restavano indenni, a Roma si decise di “prendere il mare”»
(Polibio, Storie, I, 20, BUR. Milano, 2001. trad.: M. Mari.)
Dal 261 a.C. i Romani controllarono la maggior parte della Sicilia (a parte il territorio dell'alleata Siracusa e qualche ridotta cartaginese) e poterono stornare su Roma la grande produzione agricola dell'isola.
La fame di conquiste e di potenza si scatenò a Roma. Infatti,
(Polibio, Storie, I, 20, BUR. Milano, 2001. Trad.: D. Musti)